# Blow the Whistle
Blow the Whistle è il tredicesimo album in studio del rapper statunitense Too Short, pubblicato nel 2006.

## Tracce
1. Call Her a Bitch – 3:58
2. Blow the Whistle – 2:43
3. Burn Rubber, Pt. 2 – 3:08
4. Keep Bouncin' (Street) (feat. Snoop Dogg, will.i.am & Fergie) – 4:09
5. Pimpin' Forever – 4:47
6. Money Maker (feat. Pimp C & Rick Ross) – 3:59
7. Strip Down – 3:46
8. Nothing Feels Better – 4:26
9. Sophisticated – 4:04
10. Playa – 4:05
11. 16 Hoes (feat. Jazze Pha & Bun B) – 3:51
12. Baller (feat. David Banner) – 3:34
13. Sadity (feat. Kurupt & Daz Dillinger) – 3:30
14. I Want Your Girl (feat. E-40, Dolla Will & Mistah F.A.B.) – 3:34
15. It's Time to Go – 3:33
16. Shake It Baby – 3:28